# Арлингтон (Џорџија)
Арлингтон (Џорџија) (енгл. Arlington) град је у америчкој савезној држави Џорџија. По попису становништва из 2010. у њему је живело 1.479 становника.

## Демографија
Према попису становништва из 2010. у граду је живело 1.479 становника, што је 123 (7,7%) становника мање него 2000. године.
| Група             | 2000.         | 2010.         |
| Белци             | 451 (28,2%)   | 321 (21,7%)   |
| Афроамериканци    | 1.120 (69,9%) | 1.126 (76,1%) |
| Азијати           | 3 (0,2%)      | 0 (0,0%)      |
| Хиспаноамериканци | 23 (1,4%)     | 24 (1,6%)     |
| Укупно            | 1.602         | 1.479         |